# Římskokatolická farnost Oslov
Římskokatolická farnost Oslov (latinsky Woslovium) je územní společenství římských katolíků v Oslově a okolí. Organizačně spadá do vikariátu Písek, který je jedním z deseti vikariátů českobudějovické diecéze.

## Historie farnosti
Zdejší plebánie existovala již v roce 1353, po husitských válkách patřil Oslov k záhořské farnosti. Roku 1786 zde vznikla lokálie, samostatná farnost byla zřízena v roce 1855. Matriky jsou vedeny od roku 1784.

## Kostely a kaple na území farnosti
| Kostel (kaple)              | Místo              | Bohoslužby | Bohoslužby | Poznámka        |
| --------------------------- | ------------------ | ---------- | ---------- | --------------- |
| kostel sv. Linharta         | Oslov              | neděle     | 8.00       | farní kostel    |
| kostel sv. Anny             | Svatá Anna         |            |            | filiální kostel |
| kaple Panny Marie Růžencové | Červený Újezdec    |            |            |                 |
| kaple                       | Louka              |            |            |                 |
| kaple                       | Struhy             |            |            |                 |
| kaple                       | Tukleky            |            |            |                 |
| kaple sv. Václava           | Zvíkovské Podhradí |            |            |                 |

## Administrátoři ve farnosti
- 2013–2017 Karel Maria Vrba (administrátor excurrendo)
- od 2017 P. Ing. Mgr. Vítězslav Holý (administrátor excurrendo)